# Guldborg
Guldborg er en lille havneby placeret på både Lolland og Falster. Samlet har byen 495 indbyggere  (2025), ca. 500 på Lolland, og knap 100 på Falster. Det særlige ved byen er, at den er beliggende på det smalleste sted mellem de to øer, hvilket har navngivet farvandet "Guldborg Sund". De to bydele forbindes af Guldborgbroen.
Byen ligger i Guldborgsund Kommune som hører til Region Sjælland.
I en tidligere æbleplantage 1 km fra havnen ligger den mere end 50 år gamle campingplads, Guldborg Camping. Pladsen er siden 2014, hvor nye ejere kom til, gennemmoderniseret og udvidet.

## Kendte personer fra Guldborg
- Mads Kruse Andersen - Dansk olympisk mester i roning 2008

## Galleri
- Guldborg.
- Guldborgbroen.
- Dagli'Brugsen i Guldborg.